# Гремиславский, Яков Иванович
Яков Иванович Гремиславский (1864—1941) — русский советский театральный гримёр-художник, Герой Труда.

## Биография
Родился 29 апреля 1864 года в Москве.
С 1881 года служил в Малом театре. С 1888 года работал с К. С. Станиславским в Обществе искусства и литературы, затем (с 1898 года и до конца жизни) — во МХАТе. По свидетельству К. С. Станиславского, «Якову Ивановичу Гремиславскому суждено было сыграть большую роль в театре и поставить своё искусство на ту высоту, которая заставила удивляться его работе Европу и Америку» (Станиславский К. С., Моя жизнь в искусстве, 1948, с. 56).
Гремиславский значительно реформировал технику грима, помогал актёрам находить внешний облик персонажа, соответствующий внутреннему содержанию роли и общему решению спектакля. Он был первым гримёром-художником, выступавшим творческим сотрудником режиссёра и художника. Среди лучших работ Гремиславского — гримы к постановке пьес «Горе от ума», «Царь Фёдор Иоаннович» А. К. Толстого, пьес Чехова, Горького, Шекспира, виртуозный грим Анатемы-Качалова (оперного певца Андреева). В советское время: гримы к спектаклям «Бронепоезд 14-69», «Любовь Яровая», «Гроза», «Враги». Гремиславский подготовил группу гримёров-художников, работавших в театрах СССР.
Награждён орденом Трудового Красного Знамени (03.05.1937 — за выдающиеся заслуги в деле развития русского театрального искусства).
Умер 22 июля 1941 года в Москве. Похоронен на Новодевичьем кладбище.

### Семья
- Отец — И. Я. Иванов — гримёр Малого театра, происходивший из крепостных крестьян.
- Жена — Maрия Алексеевна, урожд. Чудинова (26.1.1870—15.1.1950) — дочь капельдинера Большого театра, сестра артиста В. А. Чудинова.
- Сын — Иван Яковлевич (25.2.1886—25.3.1954) — тоже театральный художник.